# Stipagrostis uniplumis
Stipagrostis uniplumis là một loài thực vật có hoa trong họ Hòa thảo. Loài này được (Licht.) De Winter miêu tả khoa học đầu tiên năm 1963.